# المنوات
المنوات هي قرية ووحدة إدارية تابعة لمركز أبو النمرس، بمحافظة الجيزة، مصر.

## الموقع
تقع في جنوب المحافظة بعد 90 كم من مدينة القاهرة. يحدها من الشمال قرية ميت قادوس ومن الشرق قرية ميت شماس ومن الجنوب قرية أم خنان ومن الغرب قرية مقار وتقع بجوارها مدينة أبو النمرس ومدينة الحوامدية.

## التقسيمات الادارية
تضم وحدة المنوات قرى المنوات، ميت شماس، ميت قادوس، طموة

## المرافق
المنوات بها نقطة للشرطة وبها عدد كبير من المدارس الابتدائية، والإعدادية، والثانوية، لدرجة أن طلاب القرى المجاورة يأتون في مدارسها. ويوجد بها نادي رياضي، ومعهد ازهري ابتدائي واعدادي، وعدد من المساجد الصغيرة والكبيرة، ووحدة محلية لعدد من القرى المجاورة، ومكتب بريد. يربطها بالقاهرة وسائل النقل العامة والخاصة.